# Церква святого Олафа (Таллінн)
Церква святого Олафа (або Церква Олевісте, ест. Oleviste kirik) — баптистська церква, розташована в Таллінні, на місці, де в XII столітті знаходився торговий двір скандинавських купців.

## Історія
Церква присвячена святому Олафу, норвезькому королю Олафу II, під час царювання якого завершився перехід країни до християнства. Крім того, святий Олаф вважався покровителем мореплавців.
Найраніші згадки про церкву відносяться до 1267 року. У XV столітті церква була значно перебудована: були споруджені нові хори, подовжню частину перетворили на базиліку з чотиригранними стовпами. Зведення головного нефа були зроблені зірчастими, а бічні — хрестовими. На західному фасаді башти є високе вікно. У 1513–1523 році була прибудована каплиця Діви Марії.
В кінці XV — на початку XVI століття, після завершення реконструкції в 1449 році, висота церкви досягала 159 метрів, що на той час дозволяло їй бути найвищою спорудою у світі, а впродовж двох століть, найвищою в Європі, хоча останній факт оспорюється. Церковний шпиль, що зметнувся до неба, був видимий за багато кілометрів і служив орієнтиром для кораблів, ймовірно цим і пояснювалася ідея його будівництва. Проте, така гігантська висота приховувала в собі й значну загрозу: вісім разів церкву вражали удари блискавки, і тричі під час грози вона піддавалася руйнівній пожежі. За інформацією, що дійшла до нас, вогненна заграва була видна навіть з фінських берегів. Саме через таку пожежу 1625 року церква і втратила місце найвищої споруди у світі, відбудований шпиль мав вже меншу висоту.
Ще про один цікавий факт, пов'язаний з історією церкви, згадує відомий літописець Балтазар Руссов. У 1547 році до Таллінна приїхали канатоходьці. Вони натягнули між баштою церкви та фортечною стіною довгий канат і стали витворяти на нім небезпечні трюки.

## Галерея

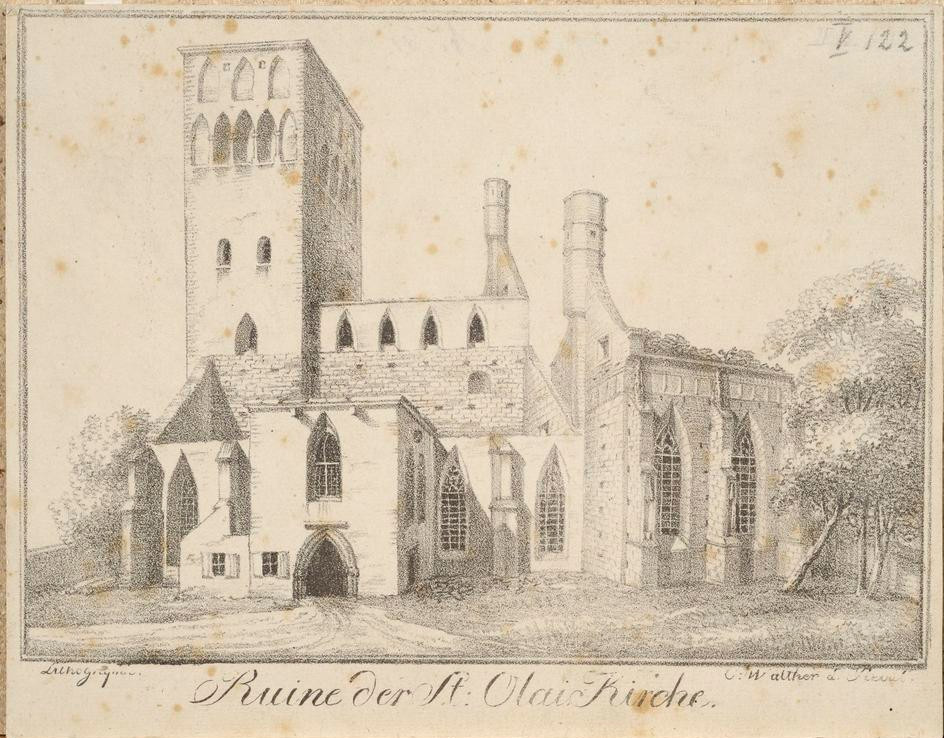
1825
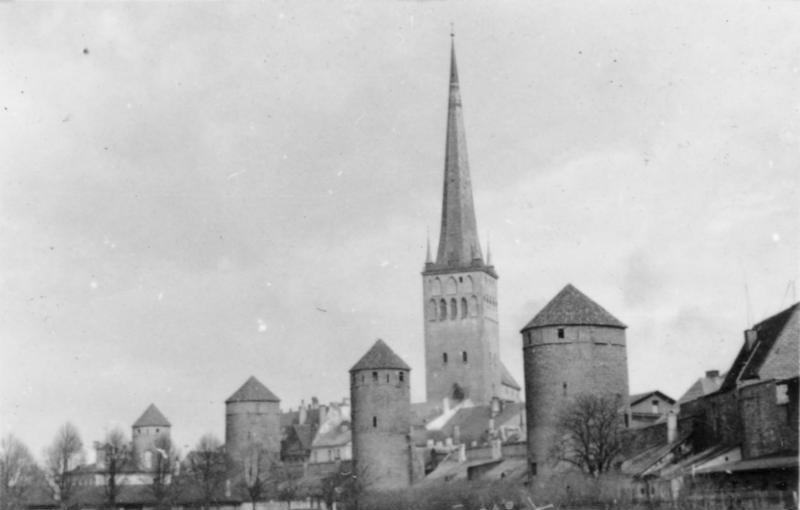
Травень 1943
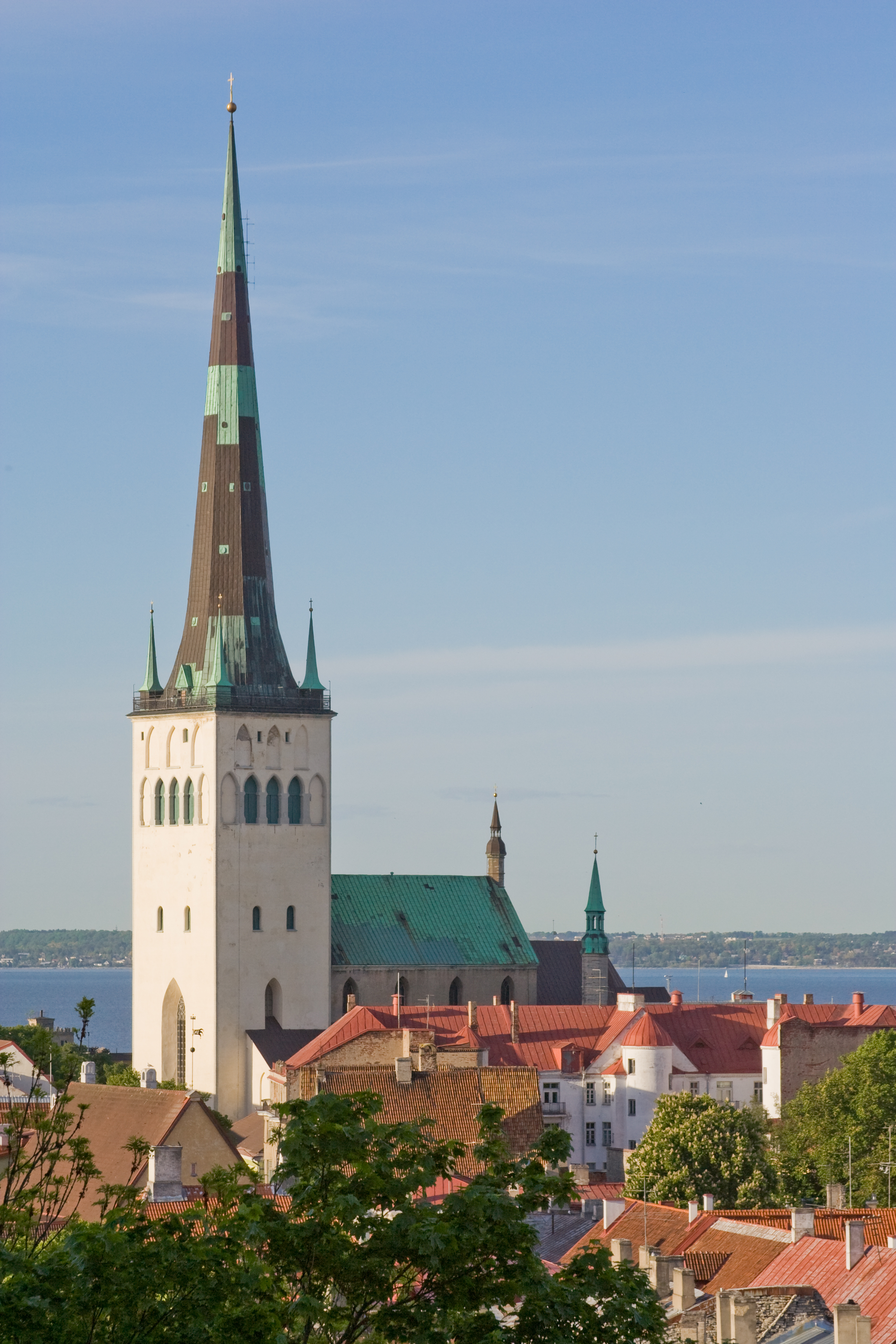
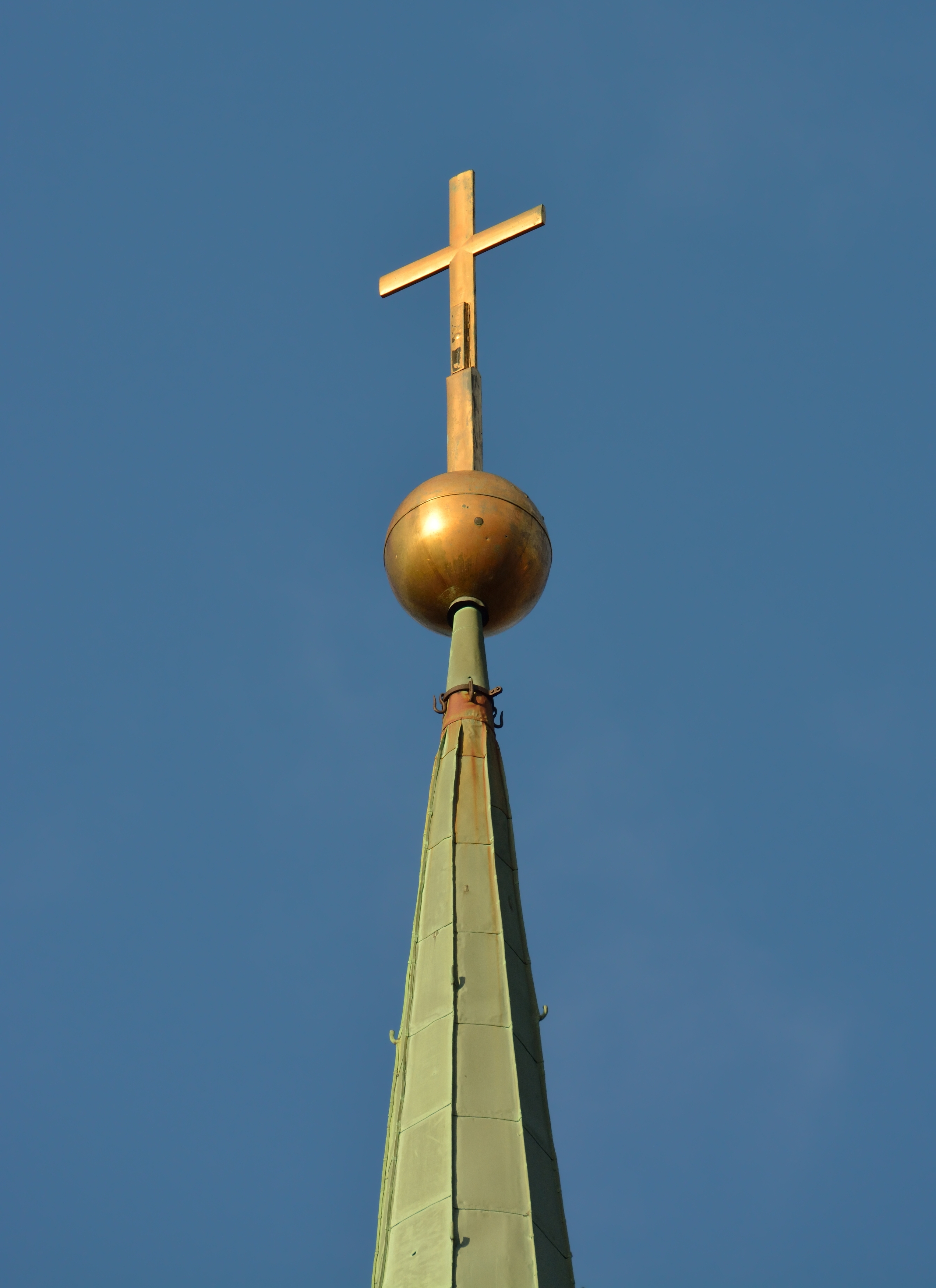
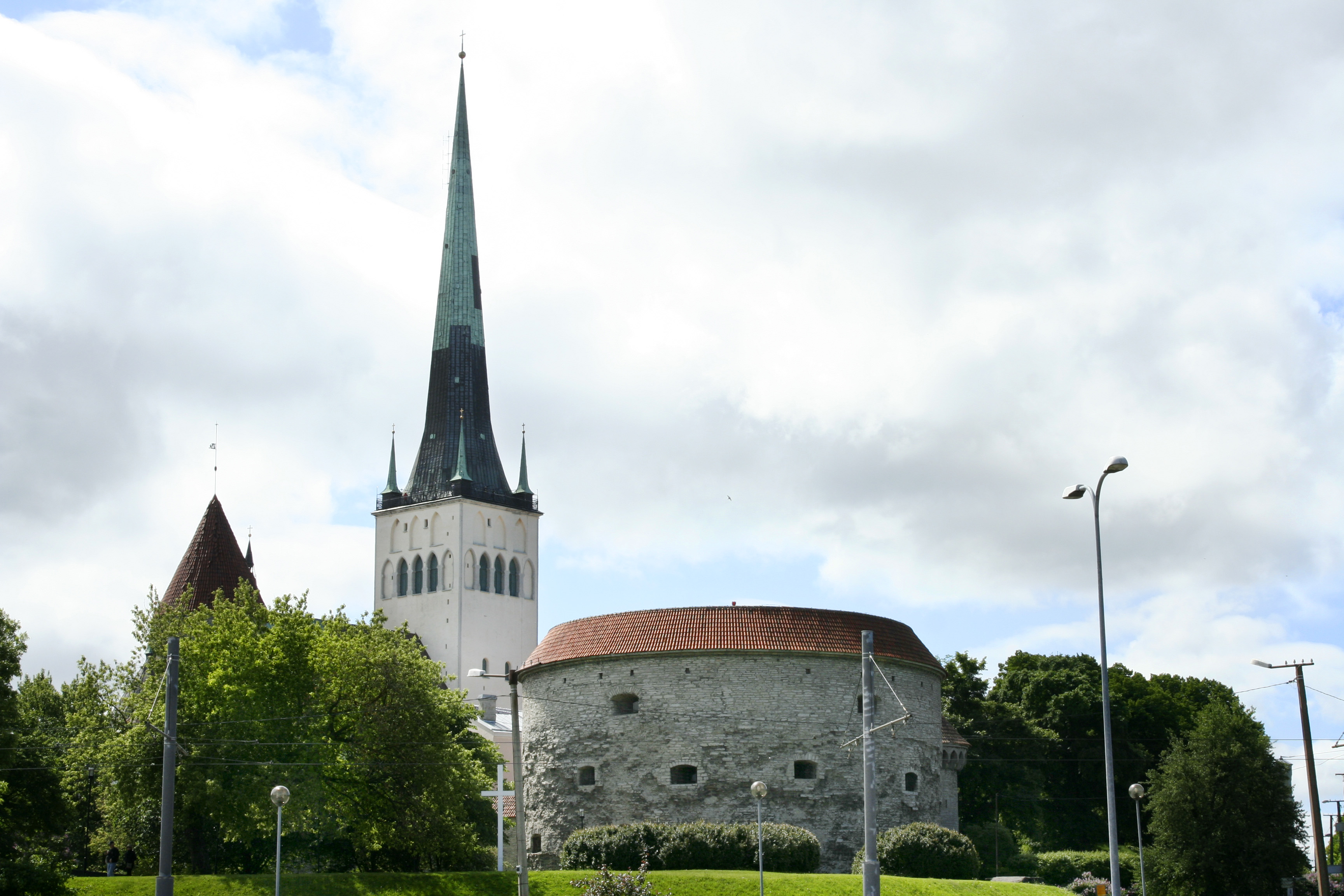
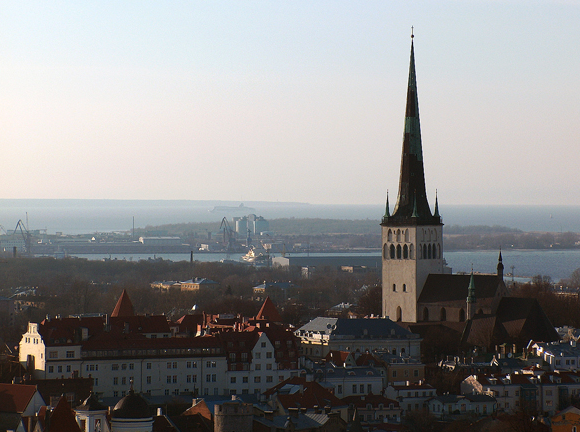
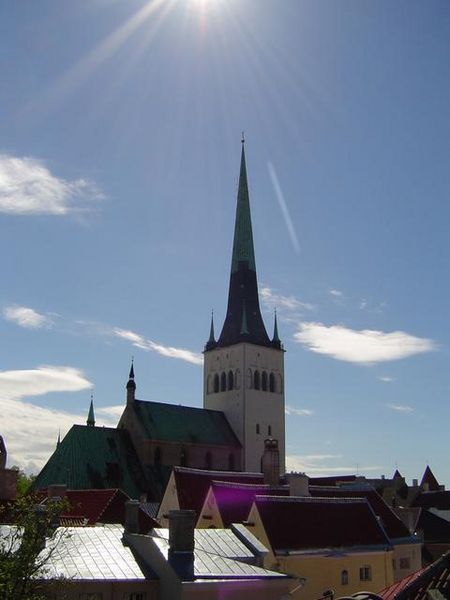
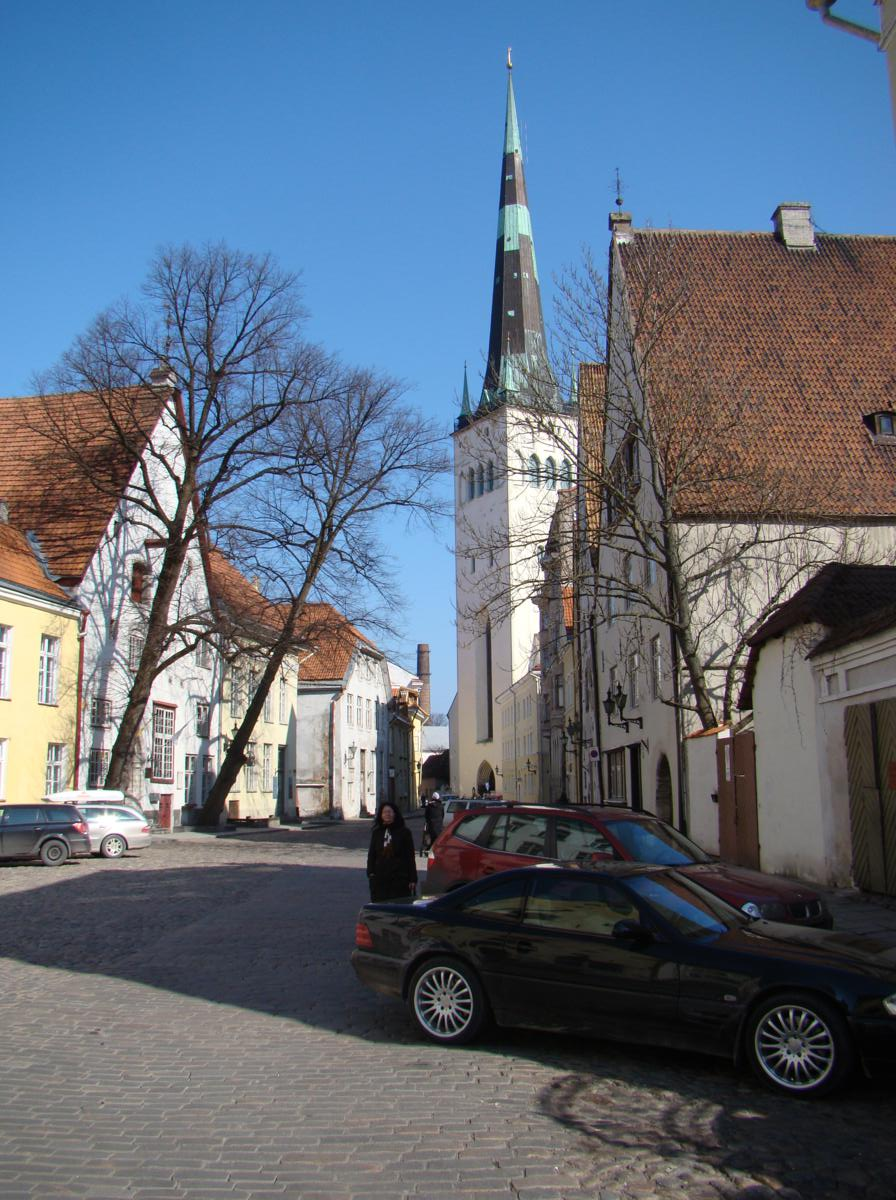
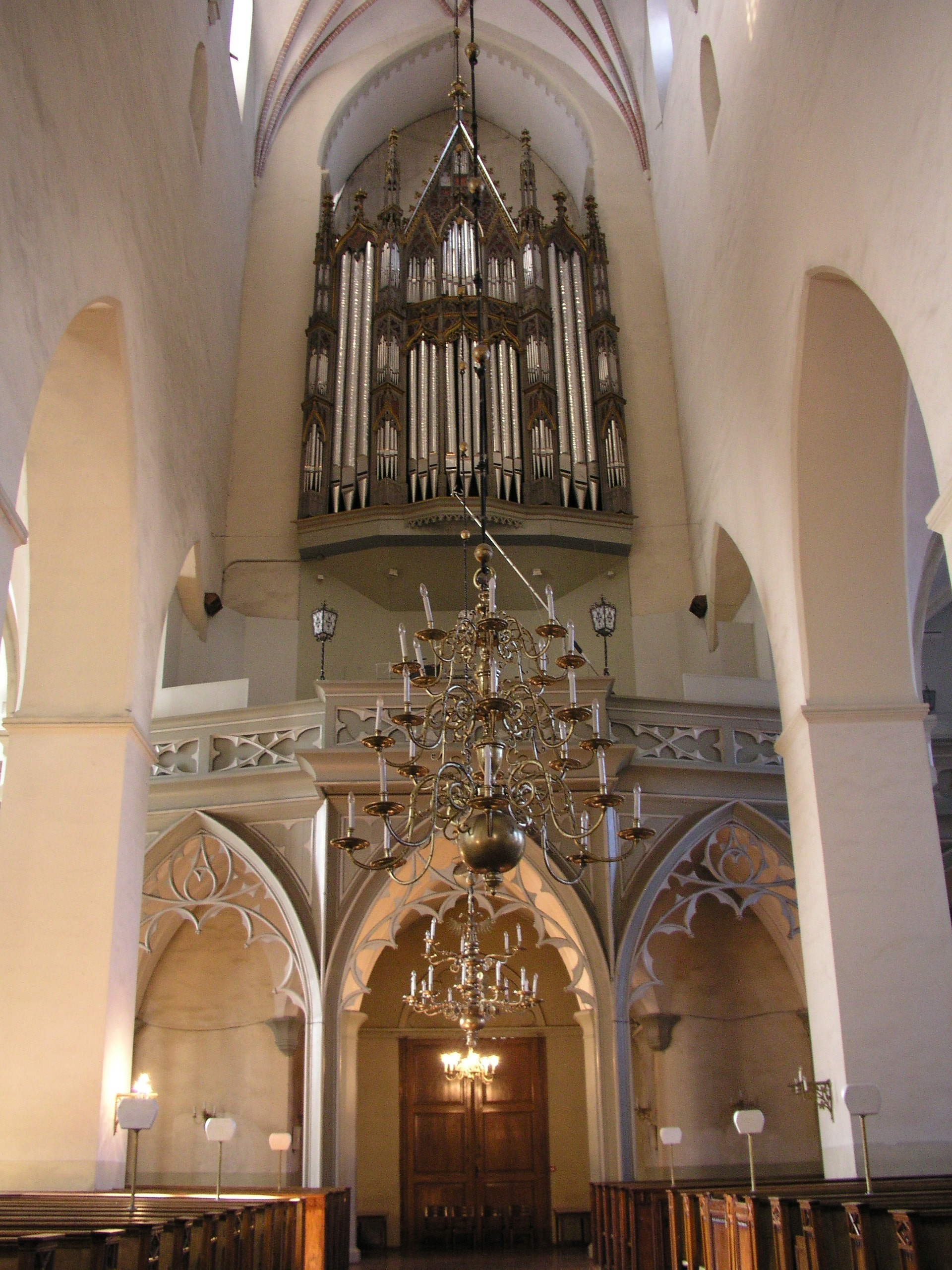
Інтер'єр
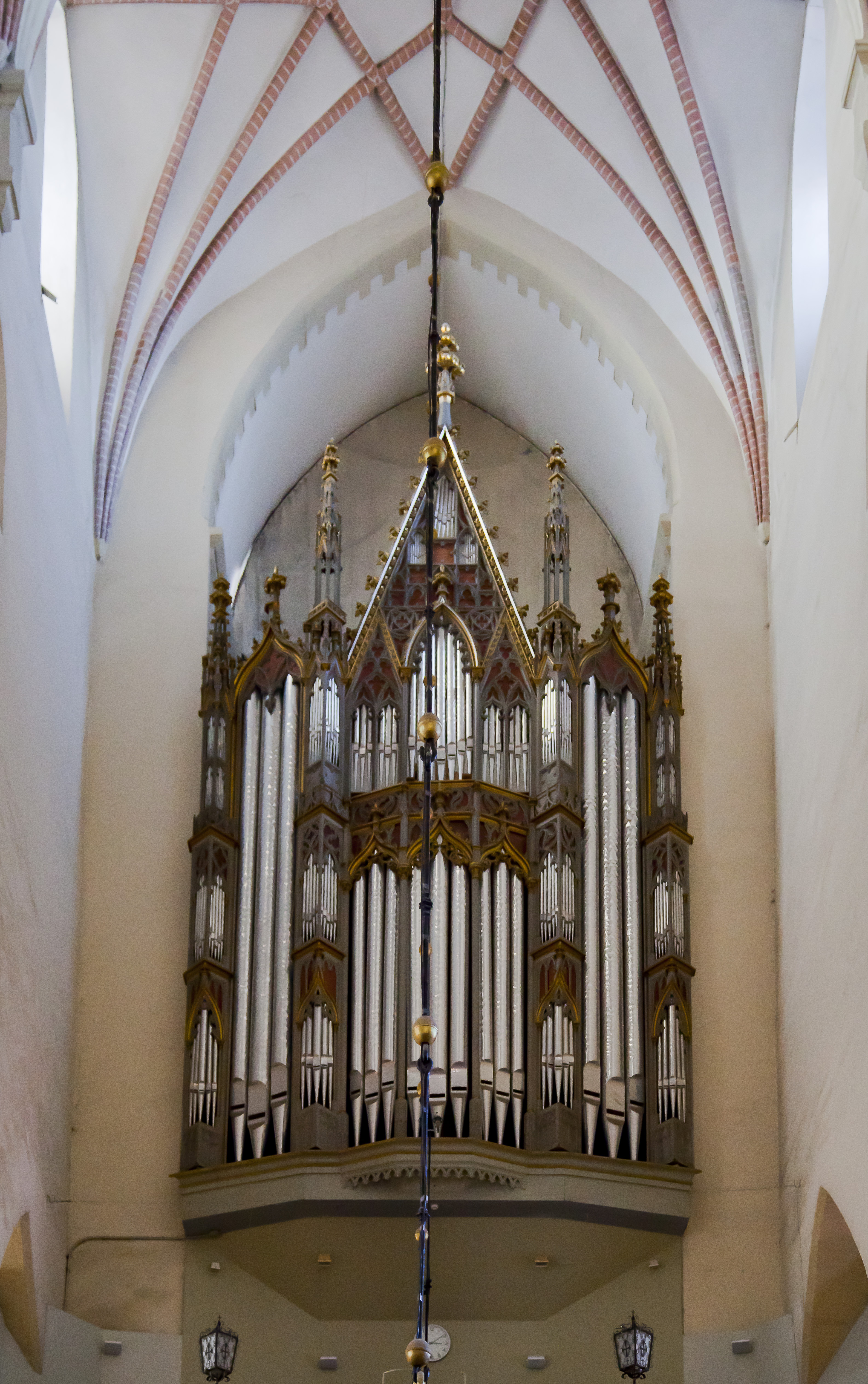
Інтер'єр
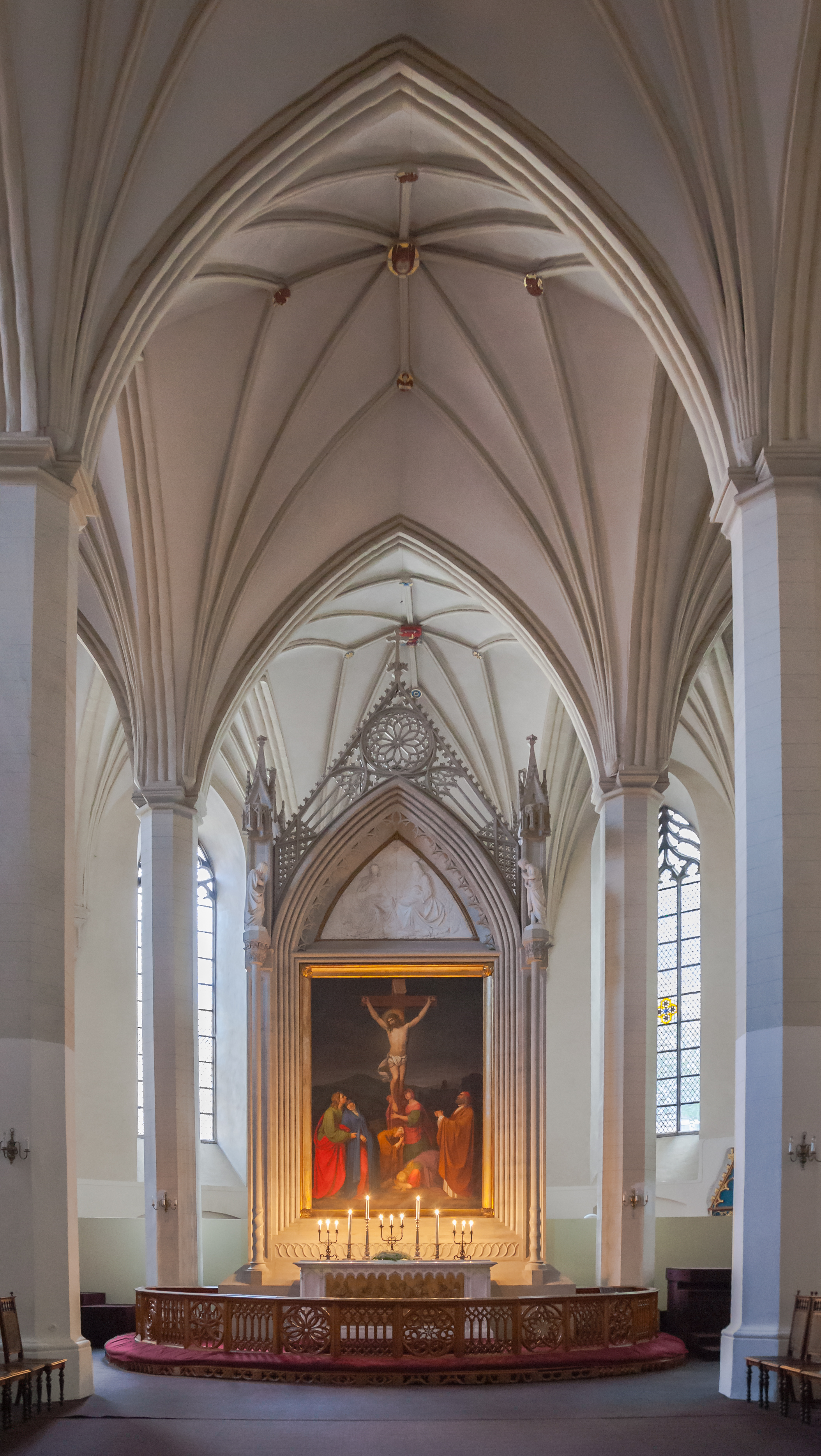
Інтер'єр
Інтер'єр
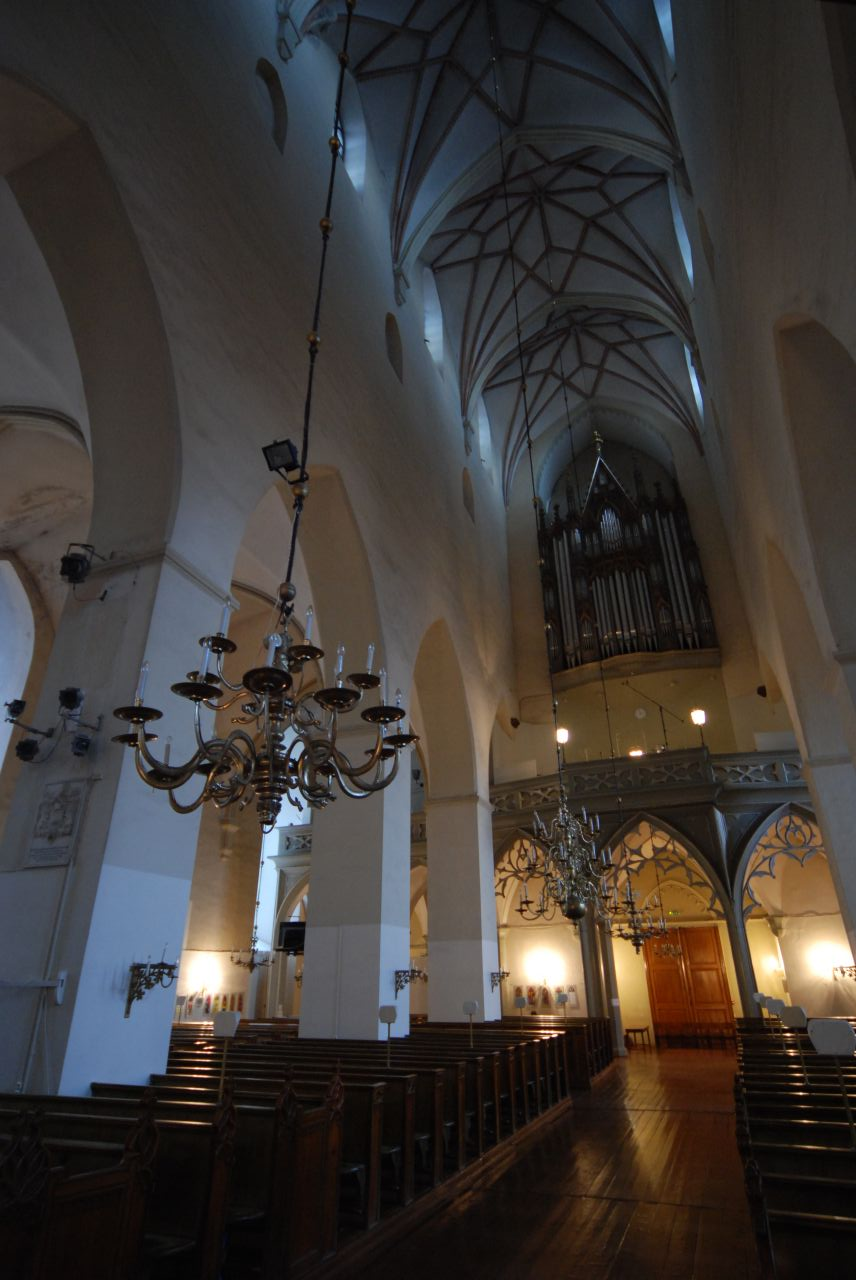
Інтер'єр
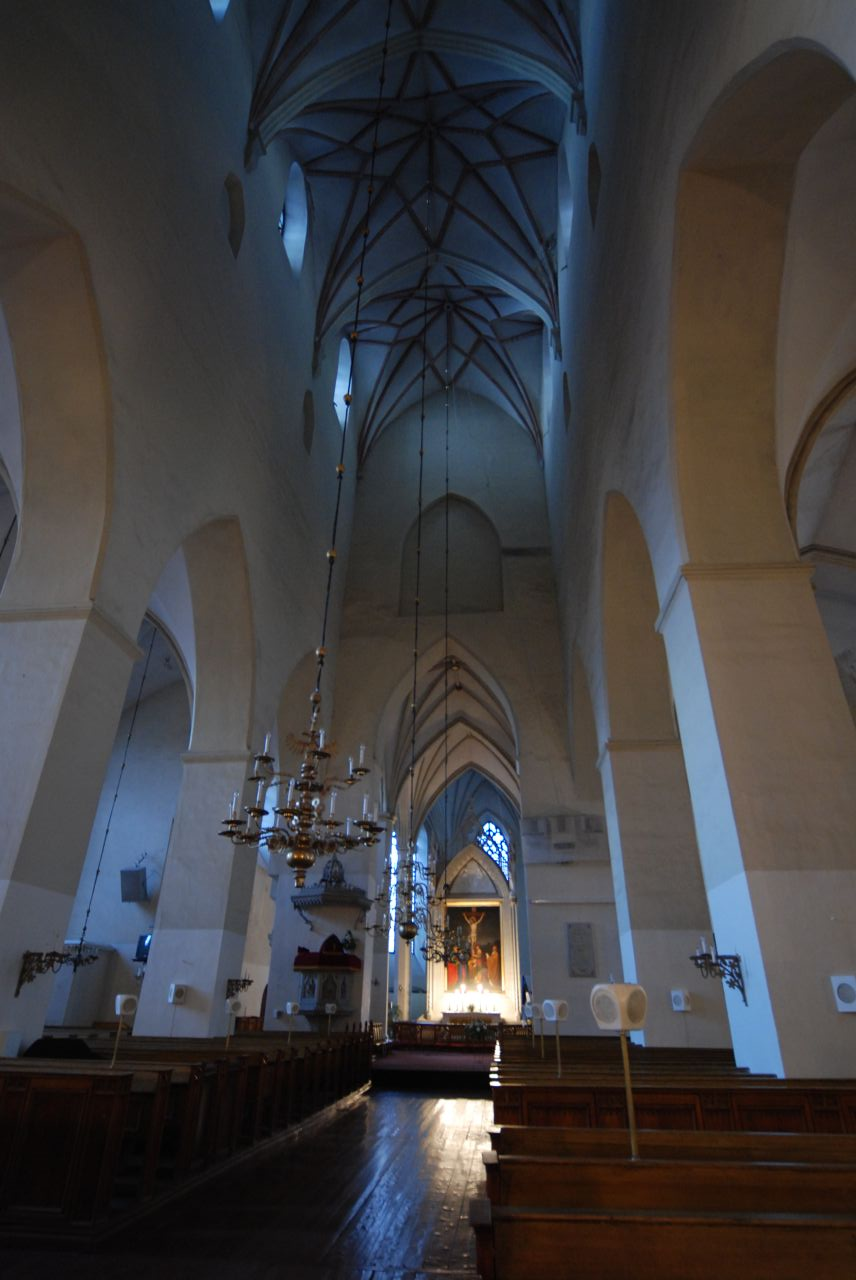
Інтер'єр
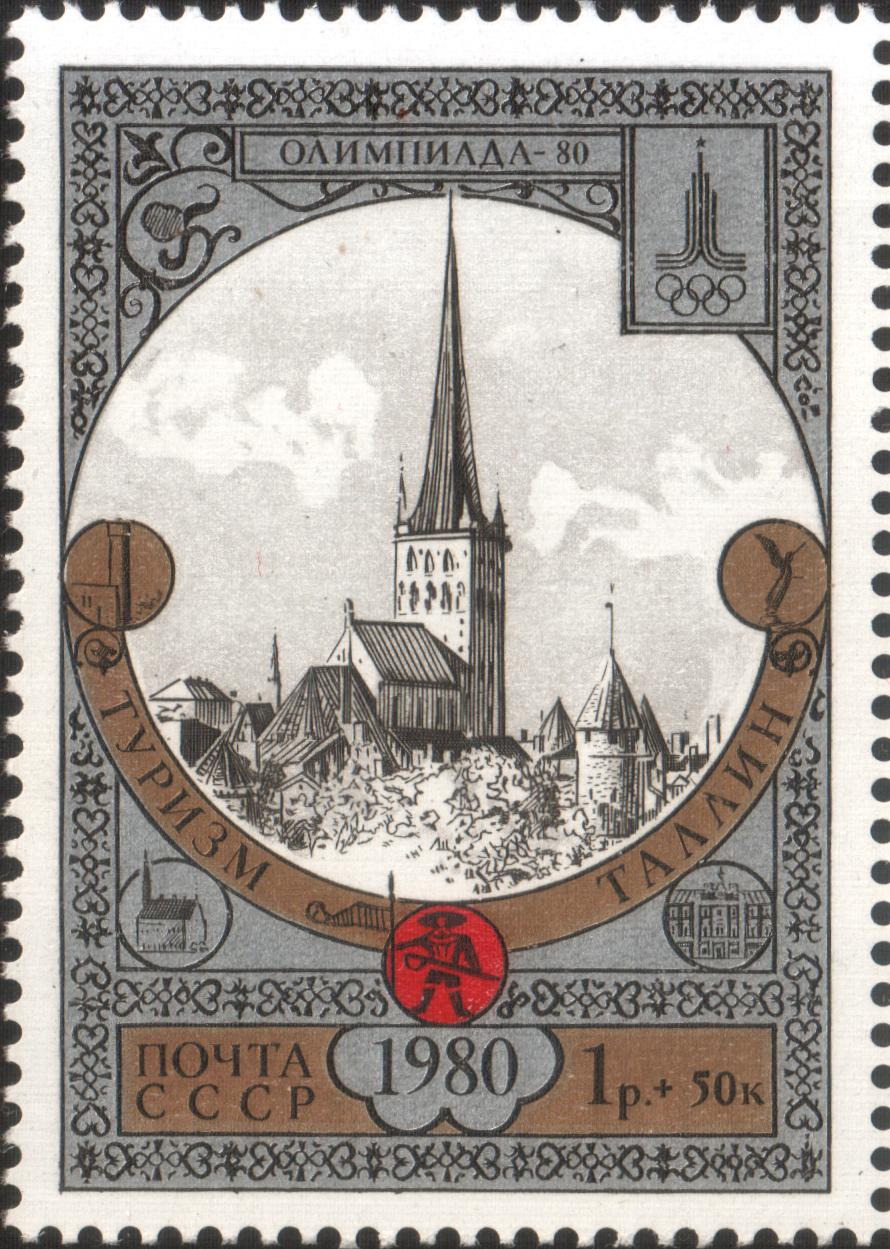
Радянська марка, 1980